# شیمی بیواورتوگونال

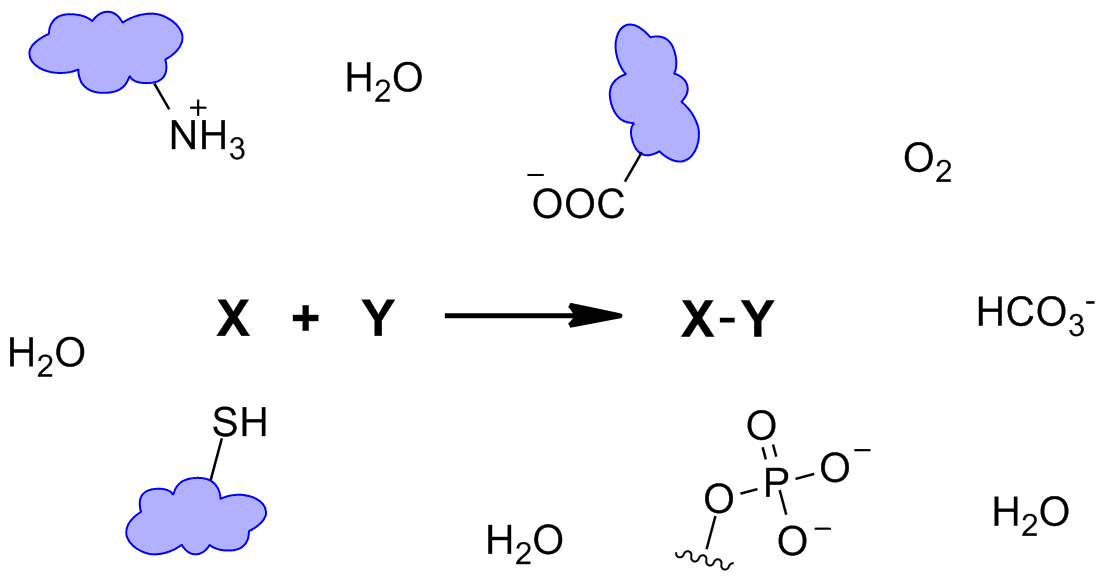
واکنش شیمی بیواورتوگونال

شیمی بیواورتوگونال (به انگلیسی: Bioorthogonal chemistry) اصطلاحی است که به هر نوع واکنش شیمیایی اشاره دارد که می‌تواند در داخل سیستم‌های زنده بدون تداخل با فرآیندهای بیوشیمیایی متداول رخ دهد. این اصطلاح توسط کارولین برتوزی در سال ۲۰۰۳ ابداع شد. از زمان معرفی، مفهوم شیمی بیواورتوگونال، مطالعه بیومولکول‌هایی مانند گلیکان‌ها، پروتئین‌ها و لیپیدها در سیستم‌های زنده، بدون بروز بدون سمیت سلولی امکان‌پذیر شده‌است.
تعدادی از واکنش های انعقاد شیمیایی ایجاد شده‌اند که الزامات شیمی بیواورتوگونال را برآورده می‌کنند، از جمله 1,3-dipolar cycloaddition بین آزیدها و سیکلواکتین‌ها (همچنین به آن کلیک شیمی بدون مس نیز گفته می‌شود)، بین نیترون‌ها و سیکلواکتین‌ها، تشکیل اکسیم/هیدرازون از آلدئیدها و کتونها، انعقاد تترازین، واکنش کلیک مبتنی بر ایزوسیانید، و اخیراً، انعقاد کوادری سیکلان. 
استفاده از شیمی بیواورتوگونال معمولاً در دو مرحله انجام می شود. ابتدا، یک سوبسترای سلولی با یک گروه عملکردی متعامد زیستی (chemical reporter) اصلاح شده و به سلول معرفی می‌شود. سوبستراها شامل متابولیت ها، بازدارنده های آنزیم و غیره هستند. گزارشگر شیمیایی نباید ساختار سوبسترا را به طور چشمگیری تغییر دهد تا بر فعالیت زیستی آن تأثیر نگذارد. در مرحله دوم، یک کاوشگر حاوی گروه عاملی مکمل برای واکنش و برچسب‌گذاری سوبسترا معرفی می‌شود.
اگرچه واکنش‌های شیمی بیواورتوگونال مؤثر مانند کلیک شیمی بدون مس ایجاد شده‌اند، توسعه واکنش‌های جدید برای تولید روش‌های اورتوگونال برای برچسب‌گذاری ادامه می‌یابد تا امکان استفاده از چندین روش برچسب‌گذاری در یک سیستم زیستی مشابه را فراهم کند. کارولین آر. برتوزی جایزه نوبل شیمی در سال 2022 را برای توسعه کلیک شیمی و شیمی بیواورتوگونال دریافت کرد.

## ریشه شناسی
کلمه bioorthogonal از یونانی bio-"زنده" و orthogōnios "راست زاویه" گرفته شده است. بنابراین به معنای واقعی کلمه واکنشی است که عمود بر یک سیستم زنده است، بنابراین آن را مختل نمی کند.

## الزامات بیواورتوگونالیتی
برای اینکه یک واکنش بیواورتوگونال در نظر گرفته شود، باید تعدادی از الزامات را برآورده کند:
- انتخاب پذیری: واکنش باید بین گروه های عاملی درون زا انتخابی باشد تا از واکنش های جانبی با ترکیبات بیولوژیکی جلوگیری شود.

- بی‌اثری بیولوژیکی: شرکای واکنش‌پذیر و پیوند حاصل نباید دارای هیچ حالت واکنش‌پذیری باشند که بتواند عملکرد شیمیایی طبیعی ارگانیسم مورد مطالعه را مختل کند.

- بی اثری شیمیایی: پیوند کووالانسی باید قوی و نسبت به واکنش های بیولوژیکی بی اثر باشد.

- سینتیک: واکنش باید سریع باشد تا قبل از متابولیسم پروب، پیوند کووالانسی حاصل شود. واکنش باید سریع، در مقیاس زمانی فرآیندهای سلولی (دقیقه) باشد تا از رقابت در واکنش‌هایی که ممکن است سیگنال‌های کوچک گونه‌های کمتر فراوان را کاهش دهد، جلوگیری کند. واکنش‌های سریع همچنین پاسخ سریعی را ارائه می‌دهند که برای ردیابی دقیق فرآیندهای پویا ضروری است.

- زیست سازگاری واکنش: واکنش ها باید غیرسمی باشند و باید در شرایط بیولوژیکی با در نظر گرفتن pH، محیط های آبی و دما عمل کنند. فارماکوکینتیک یک نگرانی رو به رشد است زیرا شیمی بیواورتوگونال به مدل های حیوانی زنده گسترش می یابد.

- مهندسی در دسترس: گزارشگر شیمیایی باید بتواند از طریق نوعی مهندسی متابولیک یا پروتئین در بیومولکول ها ادغام شود. به طور مطلوب، یکی از گروه های عملکردی نیز بسیار کوچک است تا رفتار طبیعی را مختل نکند.

## واکنش استادینگر
واکنش استودینگر واکنشی است که توسط گروه برتوزی در سال 2000 ایجاد شد که بر اساس واکنش کلاسیک استادینگر آزیدها با تری آریل فسفین ها است. این فیلد شیمی بیواورتوگونال را به عنوان اولین واکنش با گروه‌های عاملی کاملاً غیرزیست به وجود امد، اگرچه دیگر به طور گسترده مورد استفاده قرار نمی‌گیرد. واکنش Staudinger هم در سلول‌های زنده و هم در موش‌های زنده استفاده شده است.

بیواورتوگونالیتی
آزید می تواند به عنوان یک الکتروفیل نرم عمل کند که نوکلئوفیل های نرم مانند فسفین ها را ترجیح می دهد. این برخلاف بیشتر هسته دوست های بیولوژیکی است که معمولاً هسته دوست های سخت هستند. این واکنش به صورت انتخابی در شرایط متحمل به آب برای تولید یک محصول پایدار ادامه می‌یابد.
فسفین ها به طور کامل در سیستم های زنده وجود ندارند و با وجود پتانسیل کاهش خفیف، پیوندهای دی سولفیدی را کاهش نمی دهند. نشان داده شده است که آزیدها در داروهای مورد تایید FDA مانند آزیدوتیمیدین و از طریق دیگر کاربردها به عنوان پیوند دهنده های متقابل، زیست سازگار هستند. علاوه بر این، اندازه کوچک آنها به آنها اجازه می دهد تا به راحتی از طریق مسیرهای متابولیک سلولی در بیومولکول ها گنجانده شوند.

مکانیسم
واکنش استادینگر کلاسیک

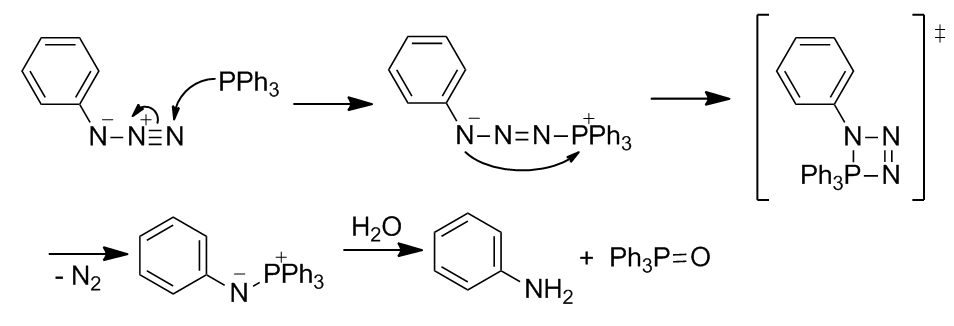

فسفین نوکلئوفیل به آزید در نیتروژن انتهایی الکتروفیل حمله می کند. از طریق یک حالت گذار چهار عضوی، N2 برای تشکیل یک آزا-یلید از بین می رود. یلید ناپایدار برای تشکیل اکسید فسفین و آمین اولیه هیدرولیز می شود. با این حال، این واکنش بلافاصله بیواورتوگونال نیست زیرا هیدرولیز پیوند کووالانسی را در آزا-یلید می شکند.

واکنش استادینگر

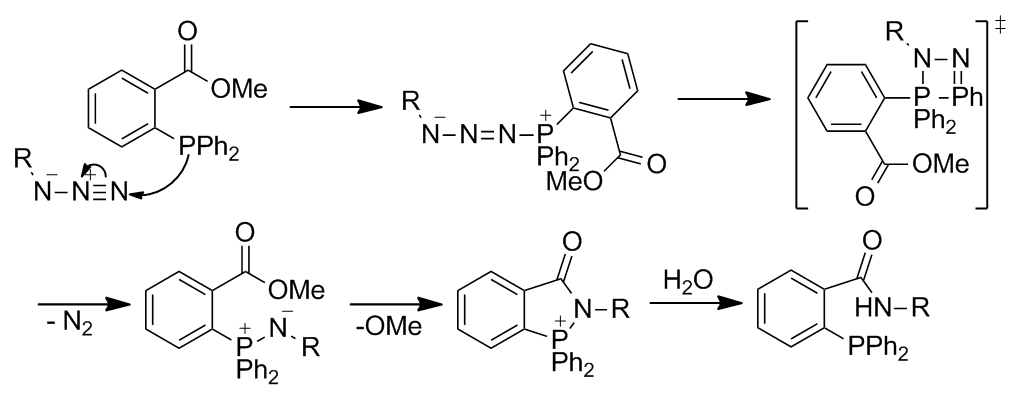
modified version of staudinger ligation

این واکنش به گونه‌ای اصلاح شد که شامل یک گروه استر ارتو به اتم فسفر در یکی از حلقه‌های آریل باشد تا آزا-یلید را از طریق یک مسیر واکنش‌پذیری جدید هدایت کند تا با قرار دادن استر برای افزایش غلظت محلی، با هیدرولیز فوری رقابت کند. حمله نوکلیوفیلی اولیه به آزید مرحله محدود کننده سرعت است. یلید با تله استر الکتروفیل از طریق چرخه درون مولکولی واکنش می دهد و یک حلقه پنج عضوی تشکیل می دهد. این حلقه برای تشکیل یک پیوند آمیدی پایدار تحت هیدرولیز قرار می گیرد.

محدودیت ها
معرف های فسفین به آرامی در سیستم های زنده تحت اکسیداسیون هوا قرار می گیرند. علاوه بر این، این احتمال وجود دارد که آنها در شرایط آزمایشگاهی توسط آنزیم های سیتوکروم P450 متابولیزه شوند.
سینتیک واکنش ها با ثابت های سرعت مرتبه دوم در حدود 0.0020 M-1•s-1 کند است. تلاش برای افزایش نرخ حمله هسته دوست با افزودن گروه‌های اهداکننده الکترون به فسفین‌ها باعث بهبود سینتیک شد، اما سرعت اکسیداسیون هوا را نیز افزایش داد.
سینتیک ضعیف مستلزم آن است که از غلظت های بالایی از فسفین استفاده شود که منجر به مشکلاتی با سیگنال پس زمینه بالا در برنامه های تصویربرداری می شود. تلاش‌هایی برای مبارزه با مشکل پیش‌زمینه بالا از طریق توسعه یک معرف‌های فسفین فلوروژنیک مبتنی بر فلورسین و لوسیفرین انجام شده است، اما سینتیک ذاتی همچنان یک محدودیت است.

## شیمی کلیک بدون مس
شیمی کلیک بدون مس یک واکنش بییواورتوگونال است که برای اولین بار توسط کارولین برتوزی به عنوان یک نوع فعال شده از آلکین هویزگن آزید، بر اساس کار کارل بری شارپلس و همکاران، ایجاد شد. برخلاف CuAAC، شیمی کلیک بدون مس با حذف یک کاتالیزور مس سیتوتوکسیک به صورت بیو اورتوگونال اصلاح شده است و اجازه می دهد واکنش سریع و بدون سمیت سلولی زنده ادامه یابد. به جای مس، واکنش یک سیکلودیشن آلکین آزیدی (SPAAC) است که توسط کرنش ترویج می شود. این به عنوان یک جایگزین سریعتر برای واکنش Staudinger ساخته شد، با اولین نسل‌ها بیش از شصت برابر سریع‌تر واکنش نشان دادند. بیواورتوگونالیتی واکنش, به واکنش کلیک بدون مس در سلول‌های کشت‌شده، گورخرماهی‌های زنده و موش‌ها اجازه استفاده داده است.
سمیت مس

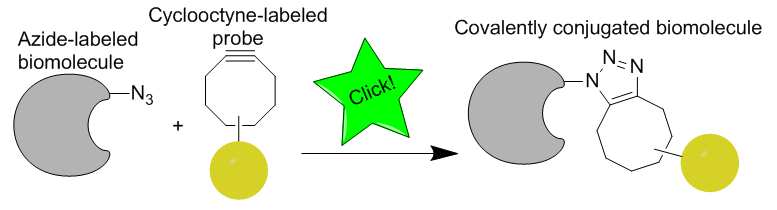

سیکلودیشن آزید-آلکین کلاسیک کاتالیز شده با مس، یک واکنش کلیکی بسیار سریع و موثر برای بیوکونژوگاسیون بوده است، اما به دلیل سمیت یون‌های مس (I) برای استفاده در سلول‌های زنده مناسب نیست. مسمومیت به دلیل آسیب اکسیداتیو از گونه های فعال اکسیژن تشکیل شده توسط کاتالیزورهای مس است. همچنین مشخص شده است که کمپلکس های مس باعث ایجاد تغییراتی در متابولیسم سلولی می شوند و توسط سلول ها جذب می شوند.
برخی از لیگاندها برای جلوگیری از آسیب زیست مولکول و تسهیل حذف در کاربردهای آزمایشگاهی توسعه یافته است. با این حال، مشخص شده است که محیط‌های لیگاندی مختلف کمپلکس‌ها هنوز هم می‌توانند بر متابولیسم و جذب تأثیر بگذارند و باعث ایجاد یک اختلال ناخواسته در عملکرد سلولی شوند.

بیواورتوگونالیتی
گروه آزید بیواورتوگونال است زیرا بسیار کوچک است (مناسب برای نفوذپذیری سلولی و اجتناب از اختلالات)، از نظر متابولیکی پایدار است و به طور طبیعی در سلول ها وجود ندارد و بنابراین واکنش های جانبی بیولوژیکی رقیب ندارد. اگرچه آزیدها واکنش پذیرترین 1،3 دوقطبی موجود برای واکنش نیستند، اما به دلیل عدم وجود نسبی واکنش های جانبی و پایداری در شرایط مصنوعی معمولی ترجیح داده می شوند. آلکین آنقدر کوچک نیست، اما همچنان پایداری و متعامد بودن لازم برای برچسب گذاری در داخل بدن را دارد. سیکلوکتین ها به طور سنتی رایج ترین سیکلوآلکین برای مطالعات برچسب گذاری هستند، زیرا آنها کوچکترین حلقه آلکین پایدار هستند.

مکانیسم

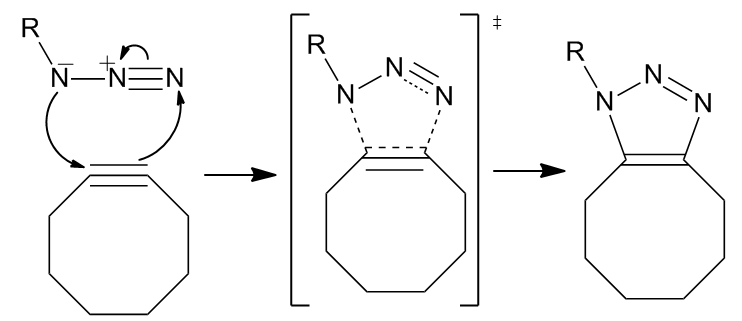
copper free click chemistry

این واکنش به عنوان یک 1,3-dipolar cycloaddition استاندارد، نوعی جابجایی پری حلقه ای ناهمزمان و هماهنگ انجام می شود. ماهیت دوسوگرای 1،3 دوقطبی باید شناسایی یک مرکز الکتروفیل یا هسته دوست روی آزید را غیرممکن کند، به طوری که جهت جریان الکترون چرخه ای بی معنی باشد. [p] با این حال، محاسبات نشان داده است که توزیع الکترون بین نیتروژن ها باعث می شود که درونی ترین اتم نیتروژن بیشترین بار منفی را تحمل کند.

جهت گزینی
اگرچه این واکنش یک مخلوط regioisomeric از تریازول ها را تولید می کند، فقدان جهت گزینی در واکنش یک نگرانی عمده برای اکثر کاربردهای فعلی نیست. جهت گزینی بیشتر و ملزومات بیواورتوگونال کمتر با copper-catalyzed Huisgen cycloaddition ، به‌ویژه با توجه به دشواری سنتزی (در مقایسه با افزودن یک آلکین انتهایی) در سنتز سیکلوکتین کرنش‌شده، به بهترین وجه ارائه می‌شوند.

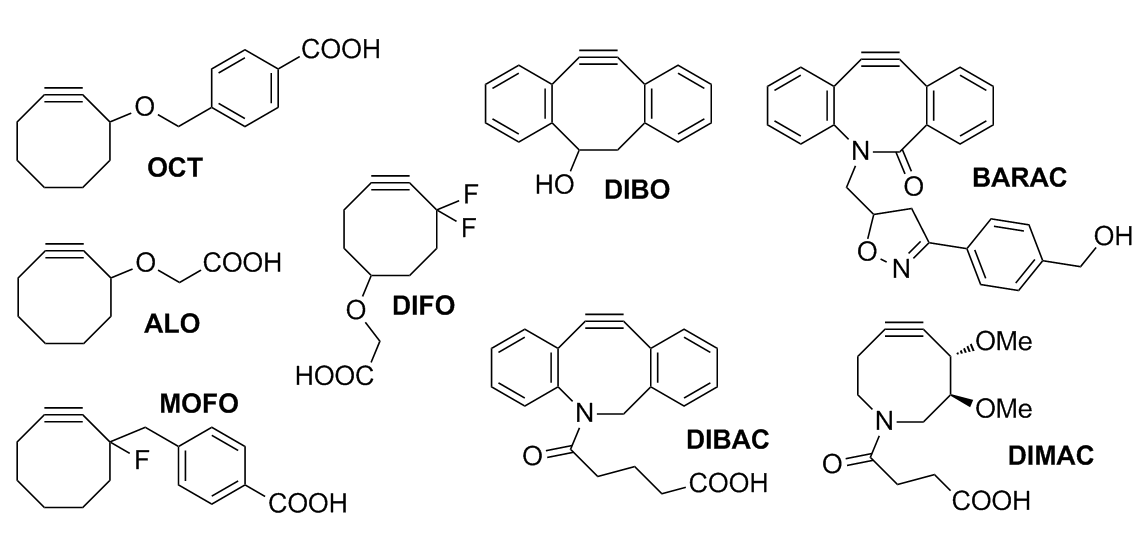
توسعه سیکلوکتین ها
OCT اولین سیکلوکتین بود که برای شیمی کلیک بدون مس ساخته شد. در حالی که آلکین های خطی در دماهای فیزیولوژیکی غیر فعال هستند، OCT به راحتی با آزیدها در شرایط بیولوژیکی واکنش نشان می دهد در حالی که هیچ سمیتی از خود نشان نمی دهد. با این حال، به میزان ضعیف محلول در آب بوده، و سینتیک به سختی نسبت به واکنش Staudinger بهبود یافته است. ALO (اکتین بدون آریل) برای بهبود حلالیت در آب ایجاد شد، اما همچنان سینتیک ضعیفی داشت.
سیکلوکتین‌های تک فلوئوردار (MOFO) و دی‌فلورینه (DIFO) برای افزایش سرعت از طریق افزودن جایگزین‌های فلوئور الکترون‌کشنده در موقعیت پروپرژیلیک ایجاد شدند. فلوئور از نظر قابلیت دسترسی سنتزی و بی‌اثری بیولوژیکی یک گروه الکترون‌کش خوب است. به ویژه، نمی تواند یک گیرنده الکتروفیل مایکل که ممکن است با هسته دوست های بیولوژیکی واکنش جانبی ایجاد کند. DIBO (dibenzocyclooctyne) به صورت ادغام به دو حلقه آریل ایجاد شد که منجر به کرنش بسیار زیاد و کاهش انرژی های distortion شد. پیشنهاد شد که جایگزینی بی‌آریل، کرنش حلقه را افزایش می‌دهد و برای بهبود واکنش‌پذیری، با آلکین ترکیب می‌شود. اگرچه محاسبات پیش‌بینی کرده‌اند که جایگزینی مونوآریل تعادل مطلوبی بین برخورد فضایی (با مولکول آزید) و کرنش فراهم می‌کند،  محصولات تک‌آریله شده ناپایدار هستند.
BARAC (biarylazacyclooctynone) با افزودن یک پیوند آمیدی که یک مرکز sp2 مانند را اضافه می کند تا نرخ را با distortion افزایش دهد. رزونانس آمید بدون ایجاد پیوندغیراشباع اضافی که منجر به یک مولکول ناپایدار می شود، باعث ایجاد فشار اضافی می شود. علاوه بر این، افزودن یک هترواتم به حلقه سیکلوکتین هم حلالیت و هم فارماکوکینتیک مولکول را بهبود می بخشد. BARAC دارای سرعت (و حساسیت) کافی است تا جایی که شستن پروب اضافی برای کاهش پس زمینه غیر ضروری است. این باعث می شود در شرایطی که شستشو غیرممکن است، مانند تصویربرداری بلادرنگ یا تصویربرداری از کل حیوانات، بسیار مفید است. اگرچه BARAC بسیار مفید است، اما پایداری کم آن مستلزم آن است که باید در دمای 0 درجه سانتیگراد، محافظت شده از نور و اکسیژن نگهداری شود.
تغییرات بیشتر بر روی BARAC برای تولید DIBAC/ADIBO برای افزودن کرنش حلقه دیستال و کاهش استریک‌های اطراف آلکین برای افزایش بیشتر واکنش‌پذیری انجام شد. Keto-DIBO، که در آن گروه هیدروکسیل به کتون تبدیل شده است، به دلیل تغییر در ساختار حلقه، سرعت آن سه برابر افزایش می یابد. تلاش برای ساخت دی فلوروبنزوسیکلوکتین (DIFBO) به دلیل ناپایداری ناموفق بود.
مشکلات DIFO با مطالعات in vivo موش دشواری تولید واکنش‌های بیواورتوگونال را نشان می‌دهد. اگرچه DIFO در برچسب‌گذاری سلول‌ها بسیار واکنش‌پذیر بود، اما در مطالعات موش به دلیل اتصال با آلبومین سرم ضعیف عمل کرد. هیدروفوبی سیکلوکتین باعث جداسازی غشاها و پروتئین‌های سرم می‌شود و غلظت‌های طبیعی موجود را کاهش می‌دهد. در پاسخ، DIMAC (dimethoxyazacyclooctyne) برای افزایش حلالیت در آب، قطبیت و فارماکوکینتیک توسعه داده شد،  اگرچه تلاش‌ها برای برچسب‌گذاری بیواورتوگونال مدل‌های موش هنوز در حال توسعه است.

واکنش‌پذیری
تلاش‌های محاسباتی در توضیح ترمودینامیک و سینتیک این واکنش‌های cycloaddition که نقش حیاتی در ادامه بهبود واکنش ایفا کرده است، حیاتی بوده است. دو روش برای فعال‌سازی آلکین‌ها بدون کاهش پایداری وجود دارد: کاهش انرژی حالت گذار یا کاهش پایداری واکنش‌دهنده.

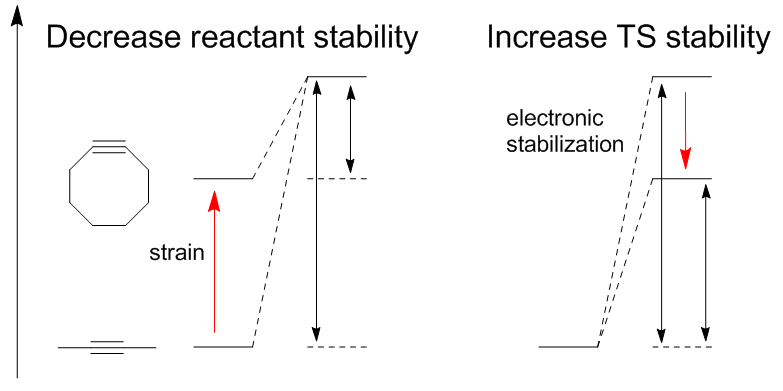
واکنش پذیری

کاهش پایداری واکنش دهنده: Houk پیشنهاد کرده است که تفاوت در انرژی (Ed ‡) مورد نیاز برای تحریف آزید و آلکین در هندسه های حالت گذار، ارتفاع سد انرژی را برای واکنش کنترل می کند. انرژی فعال سازی (E ‡) مجموع destabilizing distortions و برهمکنش های تثبیت کننده (Ei ‡) است. مهم ترین distortion در گروه عاملی آزید با سهم کمتر distortion آلکین است. با این حال، این فقط سیکلوکتین است که می تواند به راحتی برای واکنش پذیری بالاتر اصلاح شود. موانع واکنش محاسبه شده برای فنیل آزید و استیلن (16.2 کیلو کالری در مول) در مقابل سیکلوکتین (8.0 کیلو کالری در مول) منجر به افزایش سرعت پیش بینی شده 106 می شود. سیکلوکتین به انرژی distortion کمتری نیاز دارد (1.4 کیلوکالری در مول در مقابل 4.6 کیلوکالری در مول) که منجر به انرژی فعال سازی کمتری با وجود انرژی برهمکنش کمتر می شود.
کاهش انرژی حالت گذار: گروه های الکترون کشنده مانند فلوئور با کاهش انرژی LUMO و شکاف HOMO-LUMO سرعت را افزایش می دهند. این منجر به انتقال بار بیشتر از آزید به سیکلوکتین فلوئوردار در حالت گذار، افزایش انرژی برهمکنش (مقدار منفی پایین تر) و انرژی فعال سازی کلی می شود. کاهش LUMO نتیجه هایپرکانژوگه بین اوربیتال های دهنده آلکین π و گیرنده های CF σ* است. این فعل و انفعالات در درجه اول در حالت گذار به عنوان یک نتیجه از افزایش توانایی های دهنده/پذیرنده پیوندها به هنگام تحریف آنها، تثبیت می کند. محاسبات NBO نشان داده است که distortion حالت گذار انرژی برهمکنش را 2.8 کیلوکالری در مول افزایش می دهد.
هایپرکانژوگیشن بین پیوندهای π خارج از صفحه بیشتر است زیرا پیوندهای π درون صفحه تراز ضعیفی دارند. با این حال، خمش حالت گذار به پیوندهای π درون صفحه اجازه می‌دهد تا آرایش antiperiplanar بیشتری داشته باشند که تعامل را تسهیل می‌کند. تثبیت انرژی برهمکنش هایپرکانژوگیشن از طریق افزایش جمعیت الکترونیکی σ* به دلیل تشکیل پیوند CN حاصل می شود. هایپرکانژوگیشن منفی با پیوندهای σ* CF این برهمکنش تثبیت کننده را افزایش می دهد.

جهت گزینی
اگرچه جهت گزینی در کاربردهای تصویربرداری کنونی شیمی کلیک بدون مس، مسئله مهمی نیست، اما مسئله ای است که از کاربردهای آینده در زمینه هایی مانند طراحی دارو یا پپتیدومیتیک جلوگیری می کند.
در حال حاضر اکثر سیکلوکتین ها برای تشکیل مخلوط های منطقه ایزومر واکنش نشان می دهند. [m] تجزیه و تحلیل محاسباتی نشان داده است که در حالی که جهت گزینی فاز گاز به نفع 1.5 افزودن به 1.4 افزودن تا 2.9 کیلوکالری در مول در انرژی فعال‌سازی محاسبه می‌شود، اصلاحات حل‌پذیری منجر به موانع انرژی یکسان برای هر دو ایزومر منطقه می‌شود. در حالی که ایزومر 1،4 در سیکلودافزودن DIFO به دلیل گشتاور دوقطبی بزرگتر آن ناخوشایند است، حلال‌پذیری آن را قوی‌تر از ایزومر 1،5 تثبیت می‌کند و جهت گزینی را کاهش می‌دهد.
سیکلوکتین‌های متقارن مانند BCN (bicyclo[6.1.0]nonyne) یک منطقه ایزومر منفرد را پس از cycloaddition تشکیل می‌دهند و ممکن است برای رفع این مشکل در آینده مفید باشند.
برنامه های کاربردی

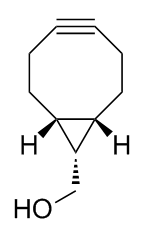
سیکلوکتین

گسترده ترین کاربرد شیمی کلیک بدون مس در تصویربرداری بیولوژیکی در سلول های زنده یا حیوانات با استفاده از یک مولکول زیستی با برچسب آزید و یک سیکلوکتین حاوی یک عامل تصویربرداری است.
انواع فلورسنت کتو و اکسیم DIBO در واکنش های کلیک سوئیچ فلوئورو استفاده می شود که در آن فلورسانس سیکلوکتین توسط تری آزولی که در واکنش تشکیل می شود خاموش می شود. از سوی دیگر، سیکلوکتین‌های کومارین کونژوگه مانند coumBARAC به گونه‌ای توسعه یافته‌اند که آلکین فلورسانس را سرکوب می‌کند در حالی که تشکیل تری آزول بازده کوانتومی فلورسانس را ده برابر افزایش می‌دهد.

کنترل مکانی و زمانی برچسب‌گذاری سوبسترا با استفاده از سیکلوکتین‌های فعال کننده نور مورد بررسی قرار گرفته است. این اجازه می دهد تا تعادل آلکین قبل از واکنش به منظور کاهش آرتیفکت در نتیجه گرادیان غلظت برقرار شود. سیکلوکتین های پوشانده قادر به واکنش با آزیدها در تاریکی نیستند، اما در اثر تابش نور به آلکین های واکنشی تبدیل می شوند.

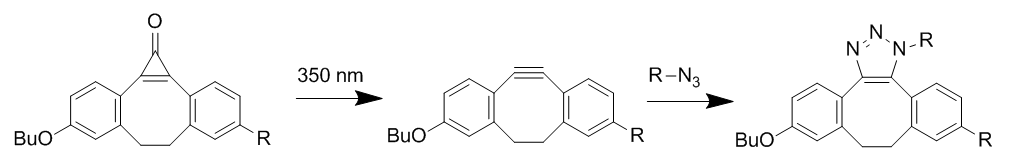
photoinitiation

شیمی کلیک بدون مس برای استفاده در سنتز عوامل تصویربرداری PET که باید به سرعت با خلوص و بازده بالا ساخته شوند تا قبل از استفاده از ترکیبات به حداقل رساندن فروپاشی ایزوتوپی مورد بررسی قرار گیرد. هم ثابت های سرعت بالا و بیواورتوگونالیتی SPAAC در شیمی PET قابل قبول هستند.